# 1364
Évszázadok: 13. század – 14. század – 15. század
Évtizedek: 1310-es évek – 1320-as évek – 1330-as évek – 1340-es évek – 1350-es évek – 1360-as évek – 1370-es évek – 1380-as évek – 1390-es évek – 1400-as évek – 1410-es évek
Évek: 1359 – 1360 – 1361 – 1362 –  1363 – 1364 – 1365 – 1366 – 1367 – 1368 – 1369

## Események

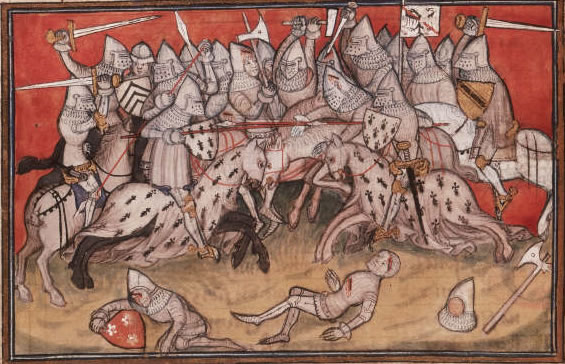
Az auray-i csata

### Határozott dátumú események
- február 10. – I. Lajos magyar király békét és kölcsönös örökösödési szerződést köt IV. Károly német-római császárral.[1]
- április 8. – V. Károly követi apját a francia trónon.
- szeptember 29. – Az auray-i csatával és a Montfort-ház győzelmével befejeződik a 20 éven át tartó breton örökösödési háború, amelybe bekapcsolódott az angol és a francia király is. (A csatában életét vesztette Blois-i Károly bretagne-i herceg, seregét pedig legyőzték.)[2]

### Határozatlan dátumú események
- az év folyamán –
  - III. Kázmér lengyel király megalapítja a krakkói egyetemet.[3]
  - II. Fülöp lesz Taranto hercege.
- szeptember 22-27. körül IV. Károly, III. Kázmér, I. Lajos, I. Péter és más európai uralkodók és hercegek részvételével Krakkóban királytalálkozót tartanak Ciprus megsegítése és a közép-európai béke és hatalmi egyensúly fenntartása érdekében.

## Halálozások
- április 8. – II. János francia király[4] (* 1319)
- szeptember 29. – Károly bretagne-i herceg (* 1319)

## Európai időjárás
A nagy tavak, folyók befagytak, nagyon hosszú ideig kitartó hótakaró. Az évezred leghidegebb tele az 1077-es téllel együtt.